# FAW Tianjin Xiali N5
Der FAW Tianjin Xiali N5 war ein Pkw-Modell.

## Beschreibung
Tianjin FAW Xiali Automobile aus der Volksrepublik China (Teil von China FAW Group) stellte diese Limousine seit Sommer 2009 her und vermarktet sie unter der Marke FAW und der Submarke Tianjin. Die Produktion wurde Ende 2019 beendet.
Der N5 rangiert in der Klasse der Kleinwagen und schließt die Lücke zwischen dem Xiali N3 und dem Xiali Vela. Das japanische Schwestermodell des N5 wird auf einigen Märkten als Daihatsu Charade der siebten Generation vermarktet. Den chinesischen N5 als auch den japanischen Charade gibt es nur als Stufenheckausführung.

## Technische Daten
Angetrieben wird die Limousine von einem 51 kW starken Einliter-Ottomotor mit drei Zylindern oder einem 67 kW starken 1,3-Liter-Ottomotor mit vier Zylindern.
|                                             | 1.0                           | 1.3                           |
| Motorkenndaten                              |                               |                               |
| Motortyp                                    | Reihen-Dreizylinder-Ottomotor | Reihen-Vierzylinder-Ottomotor |
| Hubraum                                     | 993 cm³                       | 1339 cm³                      |
| max. Leistung bei min−1                     | 51 kW (69 PS) / 6000          | 67 kW (91 PS) / 6000          |
| max. Drehmoment bei min−1                   | 90 Nm / 3600                  | 120 Nm / 4400                 |
| Kraftübertragung                            |                               |                               |
| Antrieb, serienmäßig                        | Vorderradantrieb              | Vorderradantrieb              |
| Getriebe, serienmäßig                       | 5-Gang-Schaltgetriebe         | 5-Gang-Schaltgetriebe         |
| Messwerte                                   |                               |                               |
| Höchstgeschwindigkeit                       | 156 km/h                      | 173 km/h                      |
| Beschleunigung, 0–100 km/h                  | k. A.                         | 12,6 s                        |
| Kraftstoffverbrauch auf 100 km (kombiniert) | 5,8 l Super                   | 5,6–5,8 l Super               |
| Leergewicht                                 | 905 kg                        | 940–950 kg                    |
| Tankinhalt                                  | 37 l                          | 37 l                          |